# Crataegus chlorocarpa
Crataegus chlorocarpa — вид квіткових рослин із родини трояндових (Rosaceae).

## Біоморфологічна характеристика
Невелике дерево без колючок або з небагатьма короткими (0.6–2 см), прямими колючками. Однорічні пагони блискучі, коричнево-червоні зі світлими сочевичками й голі, старі пагони жовтувато-сірі чи червонувато-сірі. Листки широко-трикутно-яйцеподібні до округлих. Квітки білі. Плоди кулясті або сплюснуто-кулясті, 8–12 мм у діаметрі, колір їх у зрілому стані варіює від вохристо- або оранжево-жовтих з дуже м'яким, борошнистим, приємним на смак м'якушем і 4–5 кісточками.

## Середовище проживання
Росте в Росії (євр. ч. + пд.-зх. Сибір), Казахстан, Киргизстан, Таджикистан, Узбекистан, Сіньцзяні.